# Pakrouski (rejon kormański)
Pakrouski (biał. Пакроўскі; ros. Покровский, Pokrowskij) – osiedle na Białorusi, w obwodzie homelskim, w rejonie kormańskim, w sielsowiecie Kamienka.